# Donta Smith
Donta Lamont Smith (Louisville, Kentucky, 27 de noviembre de 1983) es un jugador de baloncesto estadounidense, nacionalizado venezolano, que pertenece a la plantilla de Trotamundos de Carabobo de la SPB. Con 2,01 metros de estatura, juega en la posición de alero.
Ha sido convocado a la selección de baloncesto de Venezuela.

## Trayectoria deportiva

### Universidad
Tras jugar dos años en el Southeastern Illinois College con gran éxito, reconocido como uno de los mejores prospecto de la JUCO fue reclutado por la Universidad de Louisville donde jugaría bajo las órdenes de Rick Pitino, pero decidió presentarse al Draft de la NBA sin jugar en la NCAA. 

### Profesional
Fue elegido en el draft de la NBA de 2004 en la 2.ª ronda con el número 34 por Atlanta Hawks y jugó dos temporadas con el equipo de Georgia con media de 3,3 puntos, si bien no completó la segunda temporada y acabó jugando en los Arkansas RimRockers de la liga de desarrollo.
En enero de 2007 firmó un contrato de prueba con el Academic de Sofía, en Bulgaria con los que renovó hasta el final de esa campaña, jugando también la siguiente en el equipo. 
La temporada 2008-09 la inició en el Shanxi Zhongyu de la liga China, pero pronto fue cortado para dar entrada a Bonzi Wells. 
El 24 de diciembre de 2008 firmó con los South Dragons de la Australian National Basketball League.
En 2009, ganó el campeonato de la NBL de 2009 con los South Dragons y fue nombrado MVP de la final. Después de una temporada con los South Dragons, volvería a Shanxi Zhongyu para la temporada 2009-10. 
En diciembre de 2010 firmó con Liaoning Dinosaurs. 
En 2011, firmó con Fuerza Regia en México. Más tarde jugó para los Indios de Mayagüez del Baloncesto Superior Nacional de Puerto Rico, y Maccabi Haifa de la Ligat Winner de Israel. 
Conquistó con Maccabi Haifa la Ligat Winner israelí en la temporada 2012-13, el primero con su equipo, junto con su compañero de equipo Gal Mekel. 
En la temporada 2013-14, recibió el premio al Jugador Más Valioso de la Liga de Baloncesto de Israel, después de llevar a Haifa a la final por segunda vez consecutiva. Haifa, sin embargo, no pudo volver a ganar el título, después de perder la final ante el Maccabi Tel Aviv BC. 
En junio de 2014, después de dos temporadas exitosas con Haifa, firmó un contrato de tres años con el equipo israelí del Hapoel Jerusalem BC. En su primera temporada con el equipo, fue fundamental para ganar su primer campeonato nacional. Dejó Hapoel Jerusalem en julio de 2016 después de quedar eliminado ante Maccabi Rishon LeZion BC.
El 23 de noviembre de 2017 firmó con New Basket Brindisi para el resto de la temporada 2017-18 de la LBA.
El 4 de junio de 2018 firmó con Santeros de Aguada para el resto de la temporada 2018 BSN.
El 9 de julio de 2018 firmó con el equipo francés Élan Béarnais Pau-Lacq-Orthez para la temporada 2018-19.
El 31 de agosto de 2019 firmó un contrato de 3 meses con Levallois Metropolitans del LNB Pro A, donde promedió 8,7 puntos, 4,4 rebotes y 4,6 asistencias por partido. 
El 15 de julio de 2020 regresó al Maccabi Haifa de la Premier League israelí.
El 8 de marzo de 2021 fue liberado por el equipo y firmó por el Trotamundos de Carabobo de Venezuela. 
El 23 de septiembre de 2021 firmó con Cangrejeros de Santurce de liga de Baloncesto Superior Nacional.

## Selección nacional
En 2013 obtuvo la nacionalidad venezolana y la Federación Venezolana de Baloncesto, planteo la posibilidad de que jugara con la selección de Venezuela, en el premundial de Caracas.

## Estadísticas de su carrera en la NBA

### Temporada regular
| Año     | Equipo  | PJ | PT | MPP  | %TC  | %3P  | %TL  | RPP | APP | ROB | TPP | PPP |
| ------- | ------- | -- | -- | ---- | ---- | ---- | ---- | --- | --- | --- | --- | --- |
| 2004-05 | Atlanta | 38 | 0  | 11.4 | .389 | .273 | .688 | 1.4 | 1.0 | .6  | .1  | 3.3 |
| 2005-06 | Atlanta | 23 | 0  | 5.5  | .556 | .500 | .500 | .6  | .4  | .3  | .0  | 1.7 |
| Total   | Total   | 61 | 0  | 9.2  | .421 | .308 | .650 | 1.1 | .8  | .5  | .1  | 2.7 |